# Хлібодарівка (станція)
Хлібода́рівка — проміжна залізнична станція Лиманської дирекції Донецької залізниці на неелектрифікованій лінії 340 км — Волноваха між станціями Зачатівська (18 км) та Волноваха (12 км). Розташована в селі Хлібодарівка Волноваського району Донецької області. Поруч зі станцією пролягає автошлях обласного значення О0511.

## Пасажирське сполучення
До російського вторгнення, в Україну (з 2022) на станції зупинялися приміські поїзди сполученням Комиш-Зоря — Волноваха та поїзди далекого сполучення № 84/83 Маріуполь — Київ,  № 142/141 Маріуполь — Одеса.